# Королевская принцесса

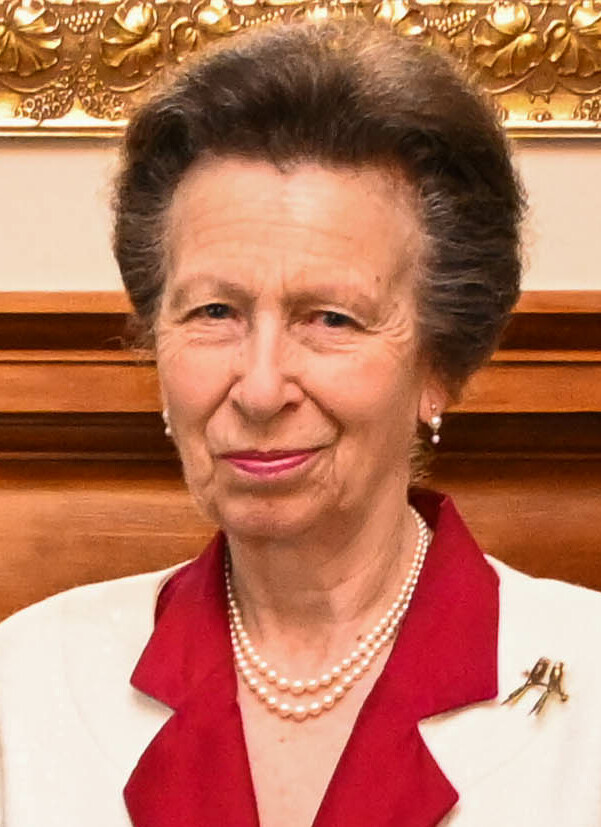
Принцесса Анна, нынешняя носительница титула

Королевская принцесса (англ. Princess Royal) — титул, присваиваемый британским монархом своей старшей дочери. В течение одного периода времени обладательницей титула может быть только одна принцесса, которая сохраняет этот титул всю оставшуюся жизнь. Так, королева Елизавета II никогда не имела титула королевской принцессы, поскольку на тот момент ещё была жива предыдущая его носительница, тётка Елизаветы принцесса Мария.
Всего существовало семь королевских принцесс. Нынешней обладательницей титула является дочь Елизаветы II, принцесса Анна. Шарлотта Уэльская (родилась в 2015), старшая дочь принца Уильяма, занимающая третье место в линии наследования британского трона, является следующей принцессой, имеющей право на такой титул после смерти её двоюродной бабки и восшествия на престол её отца.

## История титула

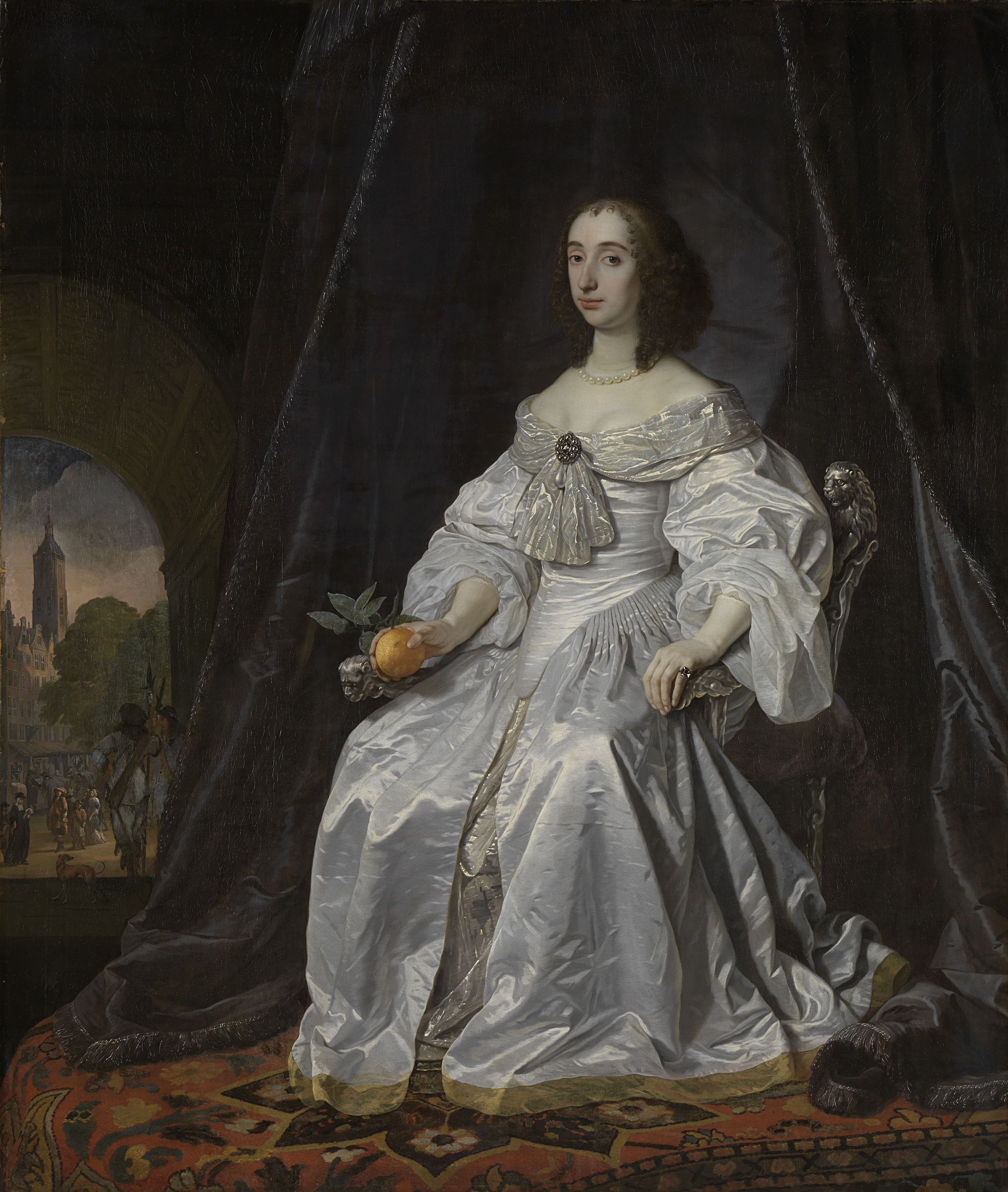
Принцесса Мария, первая носительница титула

Титул королевская принцесса появился, когда Генриетта Мария Французская, дочь французского короля Генриха IV и жена английского короля Карла I, хотела ввести новый титул для своей старшей дочери по французскому образцу, где старшая дочь монарха именовалась Madame Royale.
Принцесса Мария (позже королева Мария II), старшая дочь Якова II, и принцесса София Доротея, единственная дочь Георга I, имели право на титул, но не получили его, поскольку к моменту получения титула Мария уже была принцессой Оранской, а София Доротея — королевой Пруссии.
Принцесса Луиза Мария, младшая дочь короля Якова II, родившаяся уже после того, как Яков потерял трон в ходе Славной революции, была названа королевской принцессой во время ссылки Якова в Сен-Жермен-ан-Ле и была принята Якобитами, хотя не являлась старшей живущей дочерью Якова II в течение своей жизни.
Ещё до вхождения в оборот титула королевской принцессы в Англии, старшие дочери королей или королев имели по закону особый статус. Так, согласно «великой хартии вольностей», первую свадьбу старшей дочери короля должны были оплачивать бароны королевства; по закону, изданному королём Эдуардом III, спать со старшей дочерью короля до того, как она выйдет замуж, считалось государственной изменой и каралось смертной казнью.

## Список королевских принцесс
| № | Имя годы жизни        | Портрет | Годы титулования | Монарх                 | Дата заключения брака       | Муж годы жизни                            |
| - | --------------------- | ------- | ---------------- | ---------------------- | --------------------------- | ----------------------------------------- |
| 1 | Мария 1631—1660       |         | 1642—1660        | Карл I 1600—1649       | 1641                        | Вильгельм II Оранский 1626—1650           |
|   | Луиза Мария 1692—1712 |         | 1692—1712        | Яков II 1633—1701      | —                           | —                                         |
| 2 | Анна 1709—1759        |         | 1727—1759        | Георг II 1683—1760     | 1734                        | Вильгельм IV Оранский 1711—1751           |
| 3 | Шарлотта 1766—1828    |         | 1789—1828        | Георг III 1738—1820    | 1797                        | Король Вюртемберга Фридрих I 1754—1816    |
| 4 | Виктория 1840—1901    |         | 1841—1901        | Виктория 1819—1901     | 1858                        | Император Германии Фридрих III 1831—1888  |
| 5 | Луиза 1867—1931       |         | 1905—1931        | Эдуард VII 1841—1910   | 1889                        | Александр Дафф, 1-й герцог Файф 1849—1912 |
| 6 | Мария 1897—1965       |         | 1932—1965        | Георг V 1865—1936      | 1922                        | Генри Ласеллс, 6-й граф Хэрвуд 1882—1947  |
| 7 | Анна род. 1950        |         | 1987 — н. в.     | Елизавета II 1926—2022 | 1973—1992                   | Марк Филлипс род. 1948                    |
| 7 | Анна род. 1950        | 1992    | 1987 — н. в.     | Елизавета II 1926—2022 | Сэр Тимоти Лоренс род. 1955 |                                           |

## В культуре
- В комиксах «День М» альтернативной вселенной Marvel Comics Элизабет Брэддок, сестра-близнец британского короля, носит титул королевской принцессы.
- В новелле The Lady Royal Молли Костейн Хэйкрафт, беллетризованной истории жизни принцессы Изабеллы, старшей дочери короля Эдуарда III, Изабелла носит титул королевской принцессы, а после получает более «взрослый» титул Lady Royal.

## Другие использования
Princess Royal был одним из локомотивов GWR 3031 Class, который был построен для Большой западной железной дороги между 1891 и 1915 годами. LMS Princess Royal Class был типом экспресс-пассажирского локомотива, построенного между 1933 и 1935 годами London, Midland and Scottish Railway.
Princess Royal — название заброшенного города в Западной Австралии, названный в честь принцессы Виктории.
Пять кораблей королевского флота были названы HMS Princess Royal.
The Princess Royal — название фолк-мелодии с Британских островов и танца-морески, исполняемого под эту мелодию.

## Комментарии
1. ↑  Nullum scutagium vel auxilium ponatur in regno nostro…. nisi…. ad filiam nostram primogenitam semel maritandam[4].
2. ↑  si home violast la compaigne le roy, ou leigne file le roy nient marie, ou la compaigne leigne fitz et heire le roy…. doit estre ajugge treson a nostre Seigneur le Roi[5].